# ホッケーリンク
ホッケーリンク（hockey rink）とは、アイスホッケーの試合を行うために特別に設計されたスケートリンクのことである。形状は四隅が丸くなった長方形をしており、周囲にはおよそ40インチの高さのボードとよばれる囲いが施されている。
単にリンクと呼ばれることもあるが、リンク（rink）は本来、スピードスケート及びフィギュアスケート場、ローラースケート場、カーリング場などを幅広くさす言葉である。
ゲームで用いられるパックがリンク表面から飛び出して観客に怪我をさせるのを防止するために、ボードの上部に透明な硬質ガラスやアクリル樹脂の板が取り付けられているリンクも多い。さらに、その板の上部に防護用のネットが取り付けられていることが一般的である。板に当たって跳ね返ったパックが再びリンク上にある場合にはプレーは継続されるが、ネットに当たったパックがリンクに戻ってきた場合には、プレーは中断されフェイスオフが行われる。

## ベンチ
ホッケーリンクのボードの外には、次のとおり5つから7つのベンチが設置されるのが一般的である。
- プレーヤーズ・ベンチ（2つ）　試合中に各チームの選手及びコーチが座るためのベンチ
- ペナルティボックスのベンチ（2つ）　ペナルティを受けた選手が座るためのベンチ
- スコアキーパー用のベンチ　公式記録員（off-ice officials）が座るためのベンチ
- ゴールジャッジ用のベンチ（2つ）　各チームのゴール背後にありゴール判定員（Goal judge|goal judge）が座るためのベンチ

なお、2つのプレーヤーズ・ベンチが、リンクサイドの同じ側にある場合と、異なる側（すなわち敵味方の選手がリンクを挟んで向かい合わせになる）にある場合がある。今日のNHLにおいては、前者が推奨されているが、その理由は、後者ではペナルティボックスからベンチまでの距離が異なることとなり、ボックスから遠いチームに不利に働く場合が多いためとされている。

## マーキング
リンク上に描かれるラインには2種類の太さがある。太いものは12インチ（30cm）であり、細いものは2インチ（5cm）である。

### ライン
「レッドライン」は、リンクの中央部にあり、リンクを2つの領域に区分している。このレッドラインはアイシング及びオフサイドの判定を行う場合に用いられる。このラインは、太いほう（12インチ）の線で描かれている。なお、アイスホッケーのルールの違いを論ずる場合において、ときに「レッドラインなしのルールで（no red line）」といった表現が用いられるが、これは「オフサイドなしのルール」で試合を行うことを意味しており、アイシングかどうかの判定においてはレッドラインは依然として有効である。
2つの「ブルーライン」は、大雑把に言ってリンクを3つの領域に区分する線である。これも、太い（12インチ）線で描かれている。
リンクの両端近くには、細い（2インチ）線で「ゴールライン」が描かれている。この線は、ゴール及びアイシングの判定において用いられる。

### フェイスオフ・スポット及びサークル
リンク上には、9つの「フェイスオフ・スポット」がある。両サイドのエンドゾーンにそれぞれ2つずつ（合計4つ）、ニュートラルゾーンに4つ、さらにリンクの中央に1つのスポットがある。フェイスオフの大半はこれらのスポットで行われる。
フェイスオフ・スポットのうち、リンク中央部のものと両エンドゾーンにある4つには「フェイスオフ・サークル」があり、スポットの外周に円が描かれている。また、両エンドゾーンのスポット近くには「ハッシュ・マーク」（hash mark、破線）が描かれている。これら「フェイスオフ・サークル」と「ハッシュ・マーク」は、フェイスオフが行われる場合における各選手の正しいポジションを示すために置かれたものである。
リンク中央部のフェイスオフ・スポットは、通常、青色で描かれる。また、中央部のサークルは赤色ないし青色で描かれる。その他のスポット及びサークルは赤色の線が用いられる。

### ゴールポスト及びネット
リンク氷上の両端のゴールライン中央には、金属製の枠と繊維製の網で作られた「ゴール」がある。アイスホッケーの試合においてはこの「ゴール」にパックを入れることにより、得点が競われる。ゴール開口部の大きさは幅6フィート（1.83m）、高さ4フィート（1.22m）である。ゴールを構成する金属製の枠のうち、ゴールラインから垂直に伸張している部分のパイプを「ゴールポスト」、そのゴールポストに繋がってリンク表面と並行な部分を「クロスバー」と呼ぶ。
ゴールの枠は、ゴールラインの後方にも44インチ（1.12m）伸張し、その角は半径20インチ（50.8cm）の丸みが付けられている。このゴールフレームの丸みを帯びた部分がないと、アイスホッケーがゴールの背面でもプレーを行うことが可能であるという特色を有することから、ネットの背後にいる選手がゴールフレームに沿ってパックを前方に正確にパスできるようになってしまう。この丸みによって、パックはあらぬ方向に跳ね返ることとなり、両チームにとって偶然性がもたらされる。
ゴールフレームの背面は網によって覆われており、ゴールの空間内にパックが止まる役割を果たしている。ゴールポストとクロスバーは赤色に塗られている。ゴールフレームのその他の部分は白色に塗られている。また、ゴールフレームの内側は、ゴールに入ったパックが跳ね返って外に飛び出さないように衝撃を吸収するパッドが施されている。
ゴールフレームは、柔軟性のある杭でリンクの氷上に固定されているが、これは勢い余った選手がゴールに衝突する事態に備えて自由に動くことを確保するためである。なお、柔軟性のある杭を用いる場合には整氷車で修復することができないほど直径の大きな穴をあける必要があるために、その他の競技にも併用する多目的リンクにおいては、ゴールの固定のため氷の中に4分の1インチ（1cm）程度食い込む金属製のピンが用いられることもある。

### ゴール・クリーズ
ゴールの前面には「ゴール・クリーズ」と呼ばれる細い赤色の線で囲まれ、その中が薄い青色で塗りつぶされた領域がある。この領域は、ゴールキーパーが自らの責務を他者の妨害を受けずに行いうるよう、特別に定められた場所である。
多くのアイスホッケーリーグは、このゴール・クリーズ内の領域にパックがある場合において、そのパックの位置よりも前方に攻撃側の選手のスティック、スケート靴又は身体の一部があってはならない旨のルールがある。このルールを適用する場合には、ゴール・クリーズは薄い青色で塗られた領域からクロスバーに達するまでの垂直的な空間に及ぶ。もっとも、このルールはNHLを始めとする北米地域のプロリーグにおいては採用されていない。
アマチュアリーグ及び国際ホッケーにおいては、ゴール・クリーズの形状は、半径6フィート（1.8m）の半円形をしている。これに対し、NHLその他の北米のプロリーグにおいては、2本のゴールポストの外側1フィート（30.5cm）の位置でゴールラインからリンク中央部に向かって描かれた直線によって半円が切りとられ、例えるならば食パンの断面のような形状をしている。

### レフェリー・クリーズ
「レフェリー・クリーズ」とは、スコアキーパーベンチの正面にある半円形をした領域であって、プレーが止まっている場合に選手が入ることが許されない場所である。プレーが進行している最中には、なんらプレーに影響を与えないものである。

## ゾーン
ブルーラインはリンクを3つの領域に区分する。
真ん中の領域は「ニュートラルゾーン」ないしは単に「センターアイス」と呼ばれる。これに対し、外側2つの領域はまとめて「エンドゾーン」と呼ばれるが、より一般的には各チームに関連付けた用語が用いられることが多い。すなわち、あるチームが攻め込んで得点を上げようと目論んでいる方の領域を「アタッキングゾーン」ないし「オフェンシブゾーン」といい、そのチームが守るべき自身のゴールがある方の領域を「ディフェンディングゾーン」ないし「ディフェンシブゾーン」という。
（12インチの幅がある）ブルーラインそのものがどの領域に含まれるかについては、パックがある場所に応じて決定されることとなっている。例えば、パックがニュートラルゾーンにある場合には、ブルーラインはニュートラルゾーンの一部を構成することとなり、このときブルーラインがエンドゾーンの一部となるためには、パックが完全にブルーラインを越える必要がある。
また、仮にパックがエンドゾーンにある場合には、ブルーラインもエンドゾーンの一部であるとみなされ、この状態からブルーラインがニュートラルゾーンの一部に変化するためには、パックがブルーラインを完全に越える必要がある。

## リンクの寸法
|          | 北米規格 | 北米規格 | 国際規格     | 国際規格 |
| フィート | メートル | フィート | メートル     |          |
| -------- | -------- | -------- | ------------ | -------- |
| 長さ     | 200 ft   | 60.960 m | 約200.131 ft | 061 m    |
| 幅       | 085 ft   | 25.908 m | 約098.425 ft | 030 m    |

ホッケーリンクの寸法については、2つの規格がある。1つは、主として北米において使用されるもので、他の1つは主としてその他の地域で用いられるものである。なお、1ftは0.3048mである。

### 北米規格
北米におけるホッケーリンクは、一般的にはNHLの仕様に基づいて設計されており、概ね長さ200フィート（約61m）、幅85フィート（約26m）、四隅の丸くなった部分の半径は28フィート（約8.5m）である。また、エンドボードから近い側のゴールラインまでは11フィート（約3.4m）、ゴールラインから近い側のブルーラインまでは、それぞれ61フィート（約19.3m）、2つのブルーラインの間の距離は50フィート（約15m）となっている。

### 国際規格
北米以外の地域におけるホッケーリンクは、一般的にIIHFの仕様に基づいて設計されており、概ね長さ61m（約200フィート）、幅30m（約98フィート）、四隅の部分の半径は8.5m（28フィート）である。また、エンドボードから近い側のゴールラインまでは4m（約13フィート）、ゴールラインから近い側のブルーラインまでは、それぞれ17m（約58フィート）、2つのブルーラインの間の距離もまた17m（約58フィート）である。